# Ijebu Ode
Ijebu-Ode es una ciudad en el estado de Ogun, en Nigeria, cuenta con alrededor de 209.191 habitantes. 
Ijebu-Ode es una ciudad antigua, que ya estaba en el 16 Siglo de la capital del Reino de Ijebu, una tribu de los Yorubas. 
Hoy la ciudad es un centro regional de transporte y centro comercial.
- Datos: Q1023726
- Multimedia: Ijebu Ode / Q1023726